# Mamady Doumbouya
Mamadi Doumbouya (n. 4 martie 1980, Kankan, Guineea) este un militar și om de stat guineean.
A fost numit comandant al Grupării forțelor speciale ale armatei guineene în 2018 și a obținut gradul de colonel în 2020.
În 2021, a condus o lovitură de stat împotriva președintelui Alpha Condé și a devenit președinte al Comitetului Național pentru Adunarea și Dezvoltarea (CNRD) și președinte al Tranziției.
Aflat în fruntea juntei militare care a preluat puterea în urma loviturii de stat, el este responsabil de dispariția unor militanți pentru drepturile omului, precum Foniké Menguè, și a unor jurnaliști, precum Habib Marouane Camara.

## Biografie
Mamadi Doumbouya s-a născut la 4 martie 1980, fiu al lui Karifala Doumbouya și al lui Hadja Mandioula Sylla. Este originar din Kankan, al doilea oraș ca mărime din Guineea, situat în estul țării, unde a urmat cursurile școlii primare la École Dramé Oumar.
Stagiar guineean la Școala de Război din Franța, este deținătorul unui brevet francez de studii militare superioare și al unui master în apărare la Universitatea Paris 2 Panthéon-Assas. Deține o diplomă obținută la Saumur, în cadrul cooperării dintre Franța și statele africane partenere pentru formarea cadrelor militare.
A urmat cursuri de formare militară în Senegal, Gabon și Israel și a participat la misiuni și operațiuni în cadrul Școlii de Război din Franța, precum și în Afganistan, Coasta de Fildeș, Djibouti, Republica Centrafricană, Israel, Cipru și Regatul Unit.

## Carieră militară
Legionar în armata franceză, își încheie contractul în 2009 cu gradul de caporal. Revine în Guineea în 2012 pentru a prelua, începând din 2018, comanda Grupării forțelor speciale (GFS sau GPS), o unitate de elită a armatei guineene specializată în lupta antiteroristă. Defilează în fruntea acestei unități cu ocazia sărbătorii naționale a 60 de ani de la independența Guineei.
În februarie 2019, participă la un stagiu de formare militară Flintlock destinat elitelor militare africane. La fel ca Assimi Goïta pentru Mali, locotenent-colonelul Doumbouya își reprezintă țara la Ouagadougou în cadrul unor exerciții militare organizate de armata americană.
Devine locotenent-colonel în 2019 și colonel în 2020.
În cursul anului 2021, încearcă să reducă dependența Grupării forțelor speciale față de Ministerul Apărării Naționale, fapt care trezește suspiciuni din partea autorităților guineene. În luna mai, circulă chiar zvonuri privind arestarea sa.
La 24 ianuarie 2024, Mamadi Doumbouya este avansat la gradul de general de corp de armată al forțelor armate ale Guineei și părăsește conducerea Grupării forțelor speciale după șase ani de comandă, fiind înlocuit de colonelul Mouctar Kaba. În decembrie 2024, devine general de armată.

## Parcurs politic

### Lovitura de stat din 2021
La 5 septembrie 2021, Mamadi Doumbouya anunță arestarea președintelui Republicii, Alpha Condé, destituirea guvernului, suspendarea Constituției, instituirea stării de asediu, precum și închiderea granițelor terestre și aeriene. Invocând „situația socio-politică și economică a țării, disfuncționalitatea instituțiilor republicane, instrumentalizarea justiției, încălcarea drepturilor cetățenilor”, proclamă înființarea unui Comitet Național pentru Adunarea și Dezvoltarea (CNRD) și face apel la militari să rămână în cazărmile lor. Declară cu acest prilej: „Nu mai trebuie să violăm Guineea: trebuie doar să o iubim, pur și simplu”.

### Președinte al Republicii
La 17 septembrie 2021, la douăsprezece zile după lovitura de stat, junta militară îl desemnează președinte al Republicii.

### Primele măsuri
La 27 septembrie este publicată Carta tranziției, care îl numește pe Doumbouya președinte al Tranziției și prevede instituirea unui Consiliu Național de Tranziție — cu rol de parlament, însărcinat cu redactarea noii Constituții — și numirea unui prim-ministru civil. Totodată, Doumbouya și ceilalți membri ai juntei devin neeligibili pentru viitoarele alegeri. Depune jurământul la 1 octombrie în palatul Mohammed V, în fața Curții Supreme, care preia atribuțiile Curții Constituționale dizolvate.
La 6 octombrie 2021, îl numește pe Mohamed Béavogui⁠(d) prim-ministru. Începând cu 11 octombrie 2021, primește sprijinul lui Julius Maada Bio⁠(d), președintele Republicii Sierra Leone, care efectuează o vizită oficială în Guineea, devenind primul șef de stat care vizitează țara după lovitura de stat din 5 septembrie. Această vizită contribuie la redeschiderea granițelor Guineei cu țările vecine.
La 10 decembrie 2021, Mamadi Doumbouya înființează Biroul de monitorizare a priorităților prezidențiale (BSPP). Acest organism este responsabil cu urmărirea punerii în aplicare a programelor prioritare ale președintelui tranziției.
În aprilie 2022, ordonă companiilor miniere, majoritar deținute de capital străin, să înceapă construirea unor rafinării pentru prelucrarea bauxitei în țară.
La 20 august 2022, îl numește pe Bernard Goumou prim-ministru, în locul lui Mohamed Béavogui.
La 27 februarie 2024, îl numește pe Bah Oury prim-ministru, în locul lui Bernard Goumou.

### Asigurarea durabilității tranziției
La începutul lunii mai 2022, junta anunță o perioadă de tranziție de trei ani și trei luni începând cu acea dată. Ulterior, termenul este redus la trei ani.
În octombrie 2022, sub presiunea Comunitatea Economică a Statelor din Africa de VestCEDEAO și a unei părți a comunității internaționale, Mamadi Doumbouya acceptă să își scurteze perioada de conducere a țării. Se angajează astfel să reducă durata tranziției și anunță o perioadă de doi ani începând cu ianuarie 2023.
La 28 ianuarie 2023, primește vizita președintelui sierra-leonez pe aeroportul Ahmed-Sékou-Touré din Conakry, într-o vizită oficială de lucru în Guineea.
În urma exploziei depozitului de carburant din Kaloum, președintele transmite condoleanțe, declarând:
„În urma exploziei survenite în noaptea de 17 spre 18 decembrie 2023, în jurul orei 00:00, la principalul depozit de hidrocarburi al Societății Guineene a Petrolului (SGP) din comuna Kaloum, doresc să transmit condoleanțe îndurerate familiilor victimelor, precum și poporului din Guineea. Le urez însănătoșire grabnică răniților, care sunt preluați imediat și în totalitate de către stat. Felicit Forțele de Apărare și Securitate, precum și toate unitățile de salvare publice și private pentru reacția promptă de a veni în ajutorul sinistraților și de a controla incendiul. În așteptarea rezultatelor anchetelor demarate de guvern pentru a cunoaște cauzele exacte ale incendiului și bilanțul uman și material al tragediei, fac apel la solidaritatea și rugăciunea poporului din Guineea în aceste momente de grea încercare.”
La 31 decembrie 2023, anunță organizarea unui referendum constituțional „în cursul noului an”.
La 22 iulie 2024, după dispariția lui Foniké Menguè și Billo Bah, familiile acestora depun o plângere la Paris (Franța), prin intermediul avocaților Frontului Național pentru Apărarea Constituției (FNDC), împotriva lui Mamadi Doumbouya.
În cursul anului 2024, pe fondul prelungirii tranziției, Doumbouya renunță la titlul de „președinte al Tranziției” în favoarea celui de președinte al Republicii.
La 1 aprilie 2025, stabilește data referendumului constituțional pentru 21 septembrie 2025 în Guineea.
=== Dizolvarea guvernului
La 19 februarie 2024, generalul Mamadi Doumbouya, prin vocea purtătorului de cuvânt al președinției, generalul Amara Camara, anunță dizolvarea guvernului de tranziție condus de Bernard Goumou, fără a oferi detalii suplimentare cu privire la motivele acestei decizii. În acest context, CNRD anunță înghețarea conturilor bancare, retragerea gărzilor de corp, recuperarea vehiculelor de serviciu și confiscarea pașapoartelor membrilor guvernului. Se precizează că „gestionarea treburilor curente va fi asigurată de directorii de cabinet, secretarii generali și secretarii generali adjuncți până la formarea unui nou guvern”.

### Politica externă
La 21 septembrie 2021, Mamadi Doumbouya efectuează o vizită de lucru la Bamako, fiind primit pe aeroportul internațional Bamako-Sénou de colonelul Assimi Goïta pentru o vizită de 24 de ore.
La 28 octombrie 2022, efectuează o vizită oficială în Sierra Leone pe cale terestră, fiind întâmpinat la frontieră, în Kambia⁠(d), de vicepreședintele republicii, Mohamed Juldeh Jalloh⁠(d), și ulterior primit la palatul prezidențial de Julius Maada Bio⁠(d).
La 3 iunie 2023, Mamadi Doumbouya se deplasează la Ankara pentru a participa la ceremonia de învestitură a președintelui turc Recep Tayyip Erdoğan, reales în urma alegerilor prezidențiale din 2023, alături de alți cinci șefi de stat africani.
În septembrie 2023, participă la a 78-a sesiune a Adunării Generale a Națiunilor Unite la New York, unde rostește un discurs axat pe Africa, în general, și Guineea, în special.
La 11 august 2024, participă la ceremonia de învestitură a președintelui rwandez Paul Kagame pentru cel de-al patrulea mandat. Înainte de întoarcerea în Guineea, are o întrevedere tête-à-tête cu omologul său rwandez la Urugwiro Village, unde discută despre relațiile bilaterale dintre cele două țări.
La 1 septembrie 2024, Mamadi Doumbouya pleacă din Conakry spre Beijing, unde participă, în perioada 4–6 septembrie, la cel de-al 9-lea Forum pentru cooperare chino-africană (FOCAC). Pe durata șederii sale, are o întrevedere bilaterală pe 2 septembrie cu președintele chinez Xi Jinping, la Palatul Adunării Poporului, în cadrul delegațiilor guineeano-chineze. Cu această ocazie, generalul Doumbouya prezintă programul „Simandou 2040” în sprijinul economiei guineene.
La 3 septembrie 2024, vizitează instalațiile uzinei siderurgice China Baowu Steel Group din Shanghai, în contextul avansării proiectului Simandou. Două zile mai târziu, îl revocă din funcție pe consilierul personal responsabil cu sectorul minier, Bocar Baïla Ly, precum și pe Sékou Sanfina Diakité, consilier pentru Energie și Hidraulică.
La 1 mai 2025, efectuează a doua vizită de stat în Rwanda, înainte de a se deplasa în Gabon pentru a participa la ceremonia de învestitură a președintelui Brice Clotaire Oligui Nguema, la 3 mai.

## Decorații și onoruri

### Decorații
- 2021: Marea Cruce a Ordinului Național al Meritului al Republicii Guineea
- 2022: Marea Cruce a Ordinului Național al Republicii Mali[76]
- 2024: Marea Cruce a Ordinului Colatier al Republicii Guineea[77]
- 2024: Crucea de Război a Republicii Guineea[77]

### Onoruri
- 2023: Doctor honoris causa al Universității Gamal-Abdel-Nasser din Conakry[78]
- 2025: Primul pod cu taxă din Guineea poartă numele său[79]
- 2025: Stadionul din Boké poartă numele său[80]
- 2025: Centrul de diagnostic cardiac din Kankan poartă numele său[81]